# Oligotrophus lycicola
Oligotrophus lycicola är en tvåvingeart som beskrevs av Jean-Jacques Kieffer och Jörgensen 1910. Oligotrophus lycicola ingår i släktet Oligotrophus och familjen gallmyggor. Inga underarter finns listade i Catalogue of Life.